# Кривандино (Великолукский район)
Кривандино — деревня в Великолукском районе Псковской области России. Входит в состав Шелковской волости.

## География
Расположена на севере района, в 27 км к северо-востоку от райцентра Великие Луки и в 8 км к югу от бывшего волостного центра Букрово-2.

## Население
| 2001 | 2002 | 2010 |
| ---- | ---- | ---- |
| 63   | ↘57  | ↘40  |

Численность населения деревни по оценке на начало 2001 года составляла 63 жителя.

## История
С января 1995 до декабря 2014 года деревня входила в состав ныне упразднённой Букровской волости.